# Мягрека (станция)
Мя́грека — станция (тип населенного пункта) в составе Рабочеостровского сельского поселения Кемского района Республики Карелия и железнодорожная станция дороги.

## Общие сведения
Станция расположена на 824 км перегона Беломорск—Чупа Петрозаводского отделения Октябрьской железной дороги.

## Население
| 2002 | 2009 | 2010 | 2013 |
| ---- | ---- | ---- | ---- |
| 0    | ↗3   | ↗5   | ↗6   |